# Montrodat
Montrodat är en kommun i departementet Lozère i regionen Occitanien i södra Frankrike. Kommunen ligger i kantonen Marvejols som tillhör arrondissementet Mende. År 2022 hade Montrodat 1 168 invånare.

## Befolkningsutveckling
Antalet invånare i kommunen Montrodat
| Referens: INSEE |